# 저밀도 지질단백질

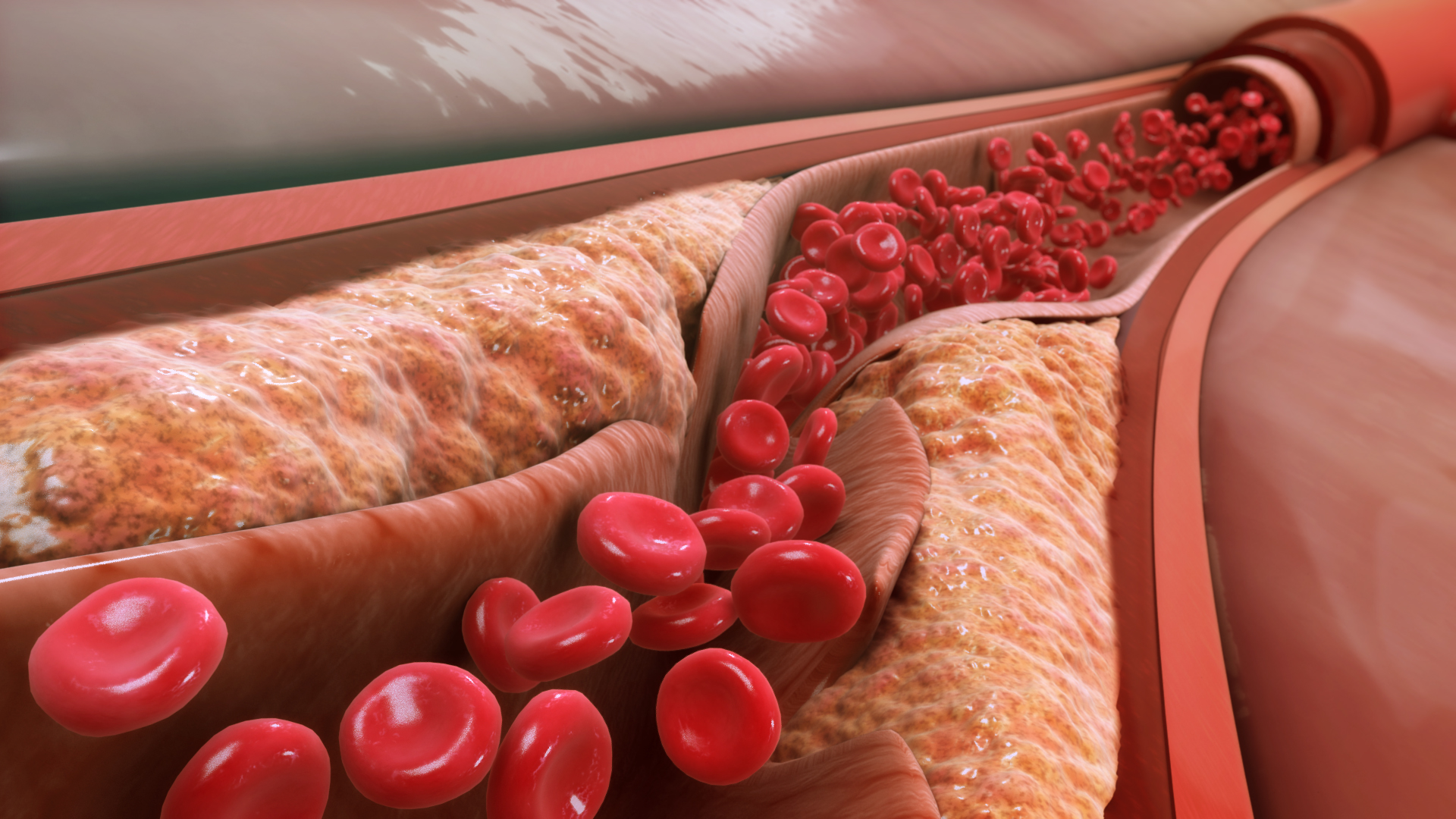
LDL은 콜레스테롤을 더 작은 혈관으로 운반할 수 있기 때문에 죽상동맥경화증의 진행 및 동맥 내강의 막힘과 관련이 있다. 그러나 LDL은 작은 혈관을 포함하여 인체의 생명을 유지하는 지질을 운반하는 데에도 필수적이다.

저밀도 지질단백질(低密度 脂質蛋白質, 영어: low-density lipoprotein, LDL/LDL-C)은 혈액을 통해 콜레스테롤을 운반하는 분자 중 하나이다.

## 구조
LDL은 반지름이 약 20~25nm(10-9m)정도 되고,  가장 바깥쪽은 인지질 단분자층으로 되어 있으며, apoB-100이라는 단백질을 갖고 있다. 그리고 그 안쪽에 콜레스테롤과 지방산을 갖고 있다.

## 역할
세포들은 에너지 획득 등과 같은 이유에 의해 지방산과 콜레스테롤을 필요로 한다. LDL은 세포들에게 지방산과 콜레스테롤을 운반해주는 역할을 한다.

## 작용 기제
대부분의 포유 동물 세포는 LDL에 있는 apoB-100에 붙을 수 있는 수용체를 갖고 있다. LDL 수용체는 일반적으로 세포내이입(endocytosis)을 통해 LDL을 세포 안쪽으로 들여 온다. 지질 이중층 주변은 주로 pH 7.0 정도의 중성을 띠고 있다. 이 상태에서 LDL 수용체는 LDL에 있는 apoB-100에 붙을 수 있다. LDL과 붙은 LDL 수용체가 세포 이물질 흡입 작용에 의해 세포의 안쪽으로 들어 오면, 엔도솜과 만나게 된다. 엔도솜은 리소좀과 마찬가지로 V-class의 양성자 펌프를 갖고 있어서, 엔도솜 내부를 pH 5.0 상태로 유지하게 된다. 따라서 엔도솜과 LDL이 안쪽으로 들어 온 소포와 융합하면, LDL 수용체가 산성 조건에 존재하게 되는데, 이 조건에서 LDL 수용체는 apoB-100에서 떨어져 나오게 된다. 이렇게 하여 LDL 수용체는 엔도솜에 있다가, 후에 다시 지질 이중층으로 돌아가서 재사용되고, 지방산과 콜레스테롤은 리소좀으로 가게 된다.

## 같이 보기
- 콜레스테롤
  - 고밀도 지질단백질(en:High-density lipoprotein, HDL)
- 대사 증후군(메터볼릭 신드롬)
- 심장병
- 동맥경화증
- 혈관성 치매
- 지방산
  - 포화 지방산
  - 불포화 지방산
    - 오메가-3 지방산 VS 오메가-6 지방산
- 폴리코사놀
- 인슐린 민감성(IS) VS 인슐린 저항성(IR)
- 복부비만
- 디톡스